# Terremoto de la península de Noto de 2024
El terremoto de la península de Noto de 2024 (令和6年能登半島地震 Reiwa 6-nen Noto-hantō Jishin?,  «terremoto de la península de Noto de Reiwa 6») fue un terremoto ocurrido a las 16:10 hora local (UTC+9) del lunes, 1 de enero de 2024 en la península de Noto, prefectura de Ishikawa, Japón. Tuvo una magnitud de 7,6 Mw según la Agencia Meteorológica de Japón o 7.5 Mw según el Servicio Geológico de Estados Unidos, y generó un tsunami de hasta 6,58 metros a lo largo del mar de Japón.Con 549 muertos y 1,286 heridos fue el terremoto más devastador de 2024.

## Tsunami

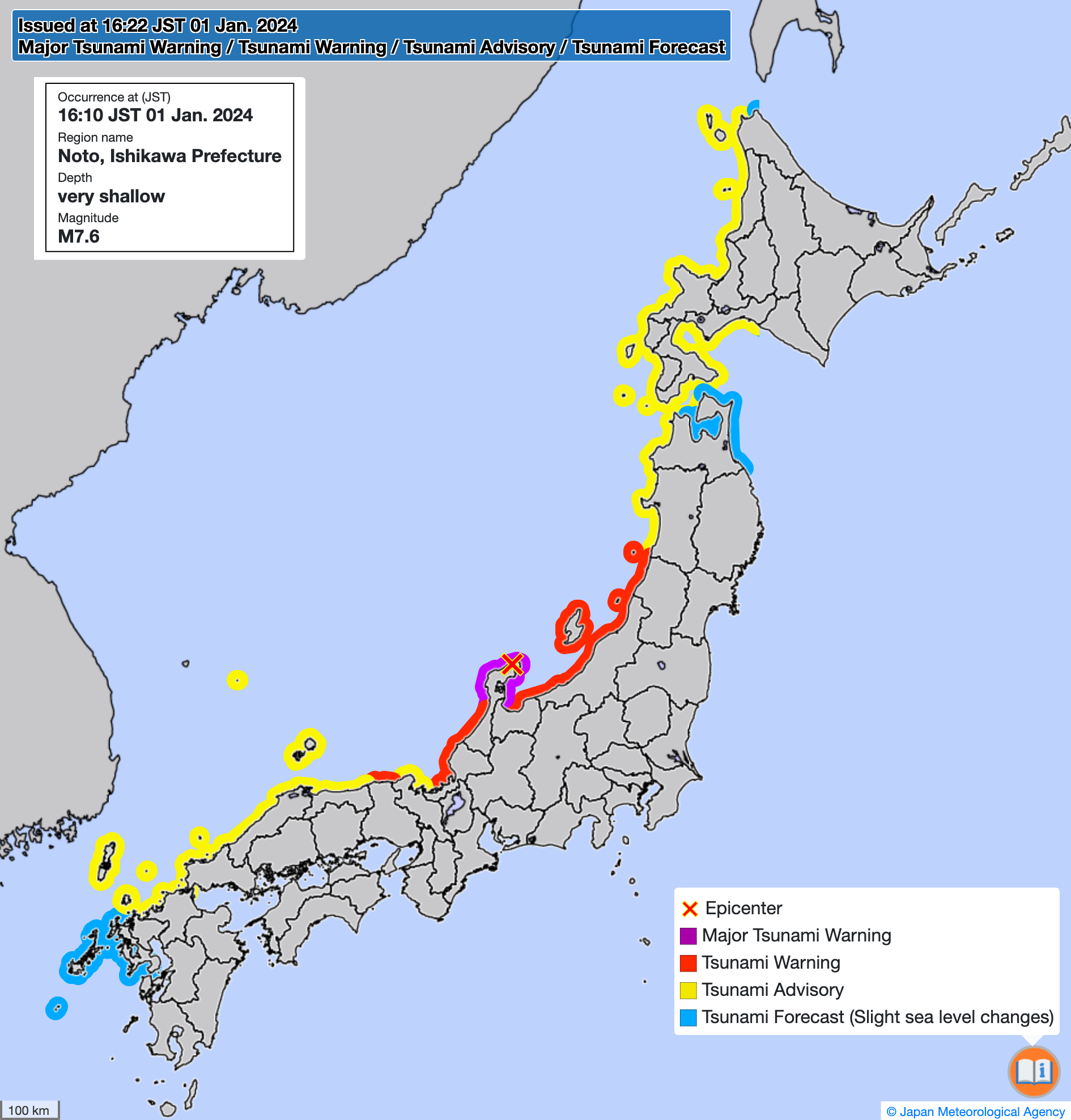
Mapa de avisos de tsunami emitidos por la Agencia Meteorológica de Japón el 1 de enero de 2024 16:22.

Amplias zonas de la costa occidental de Japón, desde Hokkaido hasta la prefectura de Nagasaki, fueron inmediatamente puestas bajo alerta de tsunami después del terremoto, y se emitieron órdenes de evacuación en las prefecturas de Ishikawa, Niigata, Toyama y Yamagata. El terremoto desencadenó una importante alerta de tsunami, la primera desde el terremoto y tsunami de Japón de 2011. 
La emisora pública NHK dijo que se podrían esperar olas de tsunami de 5 m (16 pies). El Centro de Alerta de Tsunamis del Pacífico dijo que era posible que se produjeran olas de tsunami peligrosas en un radio de 300 km (190 millas) del epicentro. Las órdenes de evacuación afectaron a 51 000 personas, de las cuales 1000 evacuados huyeron a la base de la Fuerza Aérea de Autodefensa de Japón en Wajima, en la prefectura de Ishikawa únicamente.

## Impacto
Murieron al menos 215 personas. Todas las fatalidades registradas ocurrieron en Ishikawa y se atribuyeron a derrumbes de casas. Además, 577 personas resultaron heridas en siete prefecturas.
Un departamento de bomberos de Wajima dijo que 30 edificios colapsaron en la prefectura de Ishikawa.  Al menos 36 000 hogares se quedaron sin electricidad tras el terremoto. Se produjo un incendio en Wajima a las 17:00 horas. Debido a los daños en las carreteras, los bomberos no pudieron extinguir las llamas, que consumieron una hilera de varias viviendas. La comisaría de policía de la ciudad de Nanao dijo que las casas derrumbadas atraparon a las personas antes de que fueran rescatadas. Al menos 10 personas fueron enterradas por casas derrumbadas, según el periódico Asahi Shimbun mientras que los departamentos de salud y bomberos locales informaron de múltiples heridos. Un portavoz del Hospital Municipal de Wajima dijo que las personas tenían huesos rotos o resultaron heridas por la caída de objetos. En Nanao, dos personas sufrieron un paro cardíaco fatal debido al terremoto cuando una casa se derrumbó.

## Respuesta
El primer ministro Fumio Kishida anunció la creación de un centro de emergencia especial para recopilar y difundir información sobre el terremoto y el tsunami. El ministro de Defensa, Minoru Kihara, ordenó a las Fuerzas de Autodefensa de Japón (JSDF) que ayudaran en los esfuerzos de rescate. Más tarde anunció el despliegue de 1,000 personal de JSDF en la región afectada, con otros 8,500 en espera. Unos 20 aviones de JSDF también fueron enviados para evaluar los daños.
La Compañía de Energía Eléctrica de Kansai, la Compañía de Energía Eléctrica de Tokio y la Compañía de Energía Eléctrica de Hokuriku dijeron que estaban inspeccionando sus plantas nucleares en busca de anomalías. Tanto la Compañía de Energía Eléctrica de Kansai como la de Hokuriku informaron más tarde que no se reportaron anomalías, con los reactores en la Planta de Energía Nuclear de Shika de esta última en la prefectura de Ishikawa cerrados para inspecciones en el momento del terremoto. La Autoridad de Regulación Nuclear de Japón también no encontró irregularidades en las plantas de energía a lo largo de la costa del mar de Japón. La Compañía de Energía Eléctrica de Hokuriku también cerró dos generadores en su planta de energía térmica Nanao Ota en Nanao.
Los servicios de Shinkansen fueron suspendidos en las partes central y oriental de Japón después del terremoto, dejando varados al menos a 1400 pasajeros a bordo de cuatro trenes detenidos durante unas 11 horas. Entre los varados en los servicios de tren bala estaba el embajador de Georgia en Japón, Teimuraz Lezhava. Los servicios de trenes locales también se detuvieron hasta por 24 horas después del terremoto, dejando varados a unos 1400 pasajeros a bordo de trenes expreso. Varias autopistas importantes en las áreas afectadas también fueron cerradas. All Nippon Airways y Japan Airlines cancelaron vuelos a las prefecturas de Toyama, Ishikawa y Niigata.
El terremoto también hizo sentir con fuerza la rápida caída del valor del yen japonés. Los terremotos anteriores habían tendido a provocar una apreciación temporal del yen frente al dólar, pero este seísmo dio la vuelta a la tortilla y provocó la depreciación del yen frente al dólar. El yen ya se había debilitado desde 2022, antes del terremoto, cuando resultó imposible cambiarlo por otras divisas en algunas oficinas de cambio.  El franco suizo sigue siendo una moneda segura a partir de 2024.

## Reacciones
La aparición anual del emperador Naruhito al público el 1 de enero fue cancelada debido al terremoto.
La presidenta de la República de China (Taiwán), Tsai Ing-wen, el presidente de Filipinas, Bongbong Marcos, el presidente de Estados Unidos, Joe Biden, el primer ministro británico, Rishi Sunak, y el primer ministro australiano, Anthony Albanese, enviaron condolencias y dijeron que están listos para enviar cualquier asistencia a Japón.[cita requerida] Las Fuerzas Armadas de Filipinas también ofrecieron colaborar con las JSDF en su respuesta al terremoto.[cita requerida]
En la tarde del 2 de enero, se produjo una colisión entre el vuelo 516 de Japan Airlines y un avión de la Guardia Costera de Japón que transportaba ayuda humanitaria a las víctimas del terremoto en Niigata, lo que provocó un incendio a bordo de ambos aviones. Las 379 personas a bordo del avión de JAL fueron evacuadas. Sin embargo, 17 sufrieron heridas. El capitán del avión de la Guardia Costera escapó con heridas críticas, mientras que los cinco miembros restantes de la tripulación murieron.